# Nacala-a-Velha
Nacala-a-Velha é uma vila moçambicana, sede do distrito do mesmo nome (província de Nampula). Encontra-se situada na margem oeste da Baía de Nacala, em frente da cidade de Nacala.
O seu nome original era Nhury, mudado para o nome actual em 1914. Nhury deriva de Mingury, uma planta abundante na região.A povoação foi elevada à categoria de vila em 17 de Julho de 1920.
A vila está a conhecer um desenvolvimento económico muito acelerado devido à construção de um terminal marítimo para exportação do carvão mineral explorado em Moatize e transportado pelo Caminho de Ferro de Nacala, que chega à localidade pelo Ramal Ferroviário de Nacala-a-Velha.
A equipa futebolística Clube Ferroviário de Nacala mantém sede nesta localidade.